# Lac de Hourgade
Le lac de Hourgade est un lac pyrénéen français situé administrativement dans la commune de Loudenvielle dans le département des Hautes-Pyrénées en région  Occitanie.
C’est un lac naturel qui a une superficie de 0,9 ha pour une altitude de 2 426 m.

## Géographie
Le lac est situé en vallée du Louron, dans le sud-est du département français des Hautes-Pyrénées dans le massif de Perdiguère.

Il est entouré de nombreux pics comme le Pic de Belle Sayette (2 812 m), le Pic de Hourgade (2 694 m), le Pic d'Espingo (2 856 m) entre la crête de Hourgade et la Montagne de Pichadères.

### Topographie
| Montagne de Pichadères         |                           |                   |
| Pic de Belle Sayette (2 812 m) | lac de Hourgade           | Crête de Hourgade |
|                                | Pic de Hourgade (2 694 m) |                   |

### Hydrologie
Le lac a pour émissaire le ruisseau d'Aube affluent droit de la Neste du Louron.

## Protection environnementale
Le lac fait partie d'une zone naturelle protégée, classée ZNIEFF de type 2 : Vallée du Louron

## Voies d'accès
Pour atteindre le lac versant nord, au départ sud de Loudenvielle au pont des Chèvres il faut passer par le sentier de grande randonnée GR 10 jusqu’à la cabane d’Ourtiga.